# Evijärvi kyrka
Evijärvi kyrka är en korskyrka av trä som finns i Evijärvi i Södra Österbotten i Finland. Kyrkan och klockstapeln stod klara år 1759. Byggmästare var Anders Hakola. Kyrkan hade ett brant yttertak tak och ett högt small centraltorn.

## Kyrkans historia
År 1754 bestämde församlingsborna att de skall bygga en egen kyrka. Trots anhållan gav kungen inte tillstånd att bygga kyrkan. .
Man stred också om var kyrkan skulle byggas. En del ville att kyrkan skulle byggas i Haapajärvi byn på Lassila backen för att också byborna från Purmojärvi by skulle ha nära till kyrkan. Purmojärvi hörde då ännu till Evijärvi. Andra möjlig platser var Kniivilä backen, Puntosniemi och Anttinniemi.

### Byggnadsarbetet
Kyrkbygget påbörjades 1758 utan konungens tillstånd. Byggnadsarbetet utfördes som talkojobb under ledning av härrmäbon Anders Hakola. Han hade också gjort ritningar till kyrkan. Ungefär 60 hushåll deltog till bygget. Hösten 1758 var kyrkan redan så pass färdig att man kunde hålla gudstjänster där. Också stenfoten till klockstapeln lades samma höst. Kyrkan och tornet blev färdiga 1759.
Den fjärde december 1760 kom kung Adolf Fredriks lov att bilda Evijärvi kapellförsamling, för en kyrka fanns ju redan. Kyrkan invigdes den 26 juli 1761 av moderförsamlingens kyrkoherde Gabriel Aspegren från Pedersöre. Kyrkan fick namnet Elisabeth efter den första person som gravsattes på kyrkogården.

### Senare ändringar
Sin nuvarande form fick kyrkan mer än hundra år senare, när Hans Jakob Kuorikoski d.y. från Kausby fick i uppdrag att första förnya klockstapeln år 1872 och sedan anförtroddes reparationerna och utvidgningen av kyrkan 1887. Klockstaplen brädfodrades på nytt och den tidigare klockstapeln inneslöts helt i den nya. Kyrkan fick ny stenfot,nytt golv, nya bänkar, dörrar, fönster och nytt altare. Den västra läktaren blev havlcirkelformad och kyrkan fick en rymligare sakristia. Kyrkan blev nu en korskyrka där mittpartiet framhävdes. Yttertaket blev ett lågt sadeltak där det rektangulära upphöjda mittpartiet bär upp ett litet torn. Kyrkan representerar nu närmast sen klassicism.
Inför kyrkans 200-årsjubileum renoverades den igen 1959-1960 under ledning av konservator Thorvald Lindgvist. Kyrkan fick också nya bänkar av överloppsvirke som reserverats för krigsskadeståndet. Men som aldrig användes för fartygsbyggen. Arbetet utfördes av snickaren Unto Vestinen från Tövsala.
Kyrkan försågs med el-uppvärmning 1983. Kyrkan sanerades på nytt 1992. Då målades tak, väggar och golv. Under orgelläktaren byggdes inva-toalett, brudkammare och barnomsorgs rum. Kyrkan fick en ny orgel med 18 stämmor tillverkad av orgelbyggare Bruno Christensen & Sønner Orgelbyggeri. Också altaret flyttades fram från väggen så det blev fristående. efter ombyggnaderna har kyrkan plats för 450 personer.
Kyrkan och klockstapeln målades 2006–2007. Dessutom åtgärdades kyrkogården och hjältegravarna.

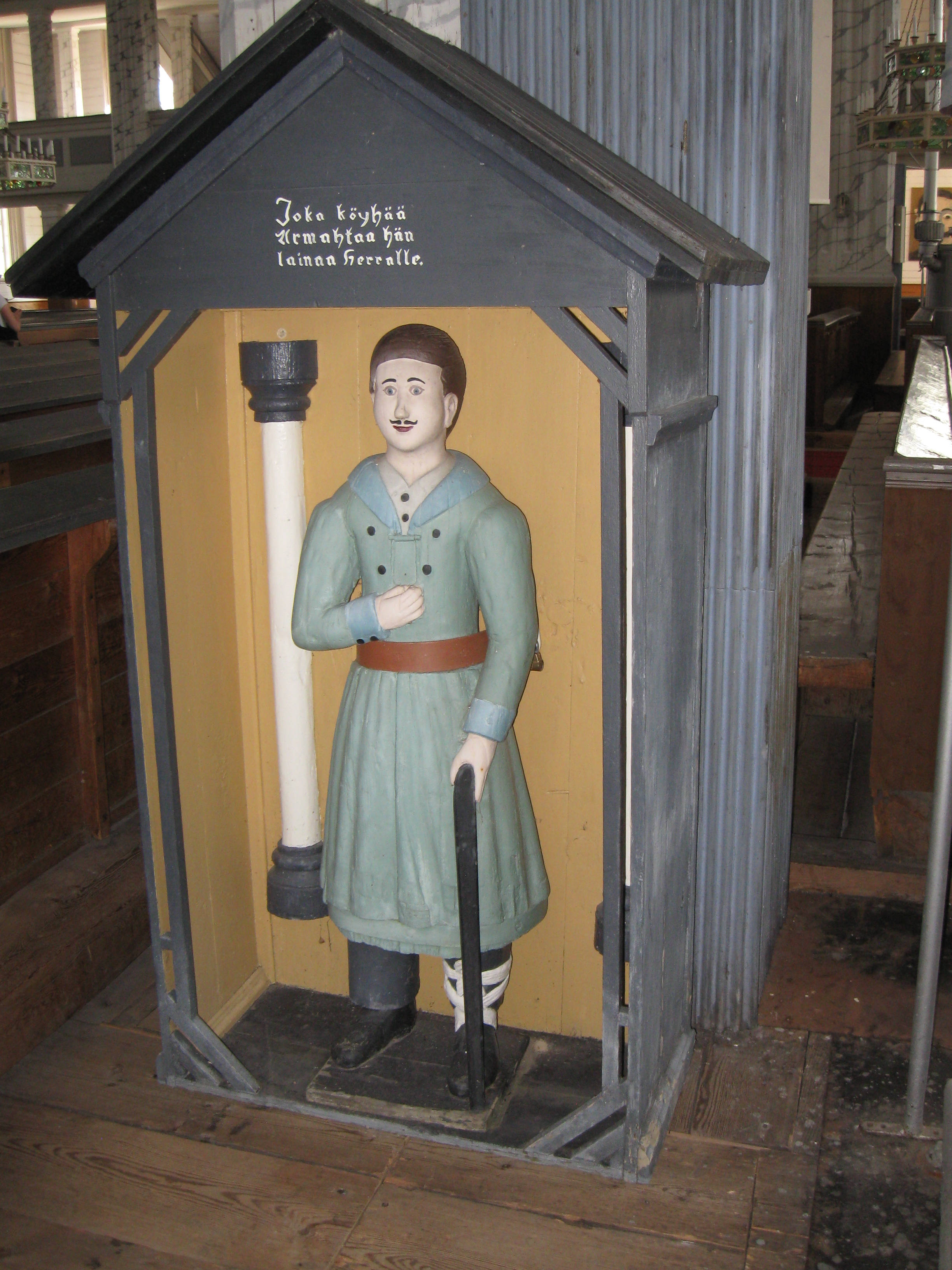
Kyrkans Fattiggubbe fotograferad vid en utställning i Kerimäki kyrka 2013.

### Kyrkans inredning
Inredning har kommit till kyrkan som donationer. Den första altartavlan skänktes av kaplanen i Jakobstad J. Ekman 1760. Den föreställda nattvardens instiftelse. Den donerades senare till Österbottens museum i Vasa. Predikstolen från 1789 målades av fältväbeln Johan Alm 1791. Predikstolen restaurerades 1959 av F. Hermansson.
Evijärvibon Erkki Lahti skulpterade altarkrucifixet på 1800-talet.
Den första orgeln installerades 1949.

## Evijärvi kyrkogård
På kyrkogården finns 116 hjältegravar. Tapani Lemminkäinen har planerat minnesmärket. Mellan kyrkan och klockstapeln finns också 5 stupade från finska inbördeskriget.
På kyrkogården finns också ett minnesmärke över svältoffren från 1800-talet. Minnesmärket har planerats av Alexander Kultalahti.

## Votivskeppet Andreas
Votivskeppet Andreas har donerats av sjömannen Anders Ågren. Fartygets ålder är okänd men skrovet är från slutet av 1600-talet eller början av 1700-talet. Riggningen är från slutet av 1800-talet.

## Evijärvi kyrkklockor
Evijärvi fick sin första kyrkklocka den 2 oktober 1759. Det var en liten klocka, som vägde cirka 240 kilo. En andra större klocka skaffades 1763. Klockan vägde 485 kilo. Storklockan har genomgått både reparationer och omgjutningar.